# 盛岡市立北松園中学校
盛岡市立北松園中学校（もりおかしりつ きたまつぞのちゅうがっこう）は、岩手県盛岡市北松園四丁目にある公立中学校。通称北中（きたちゅう）。
開校にあたり、新独立校としての学校づくりを重視して第1学年第1回生入学という学年進行による開設の方途をとったため、校旗・校歌・制服・組織等全てが開校後に生徒・教職員・保護者・地域代表者によって手づくりで進められた経緯がある。
そのため自由で民主的な校風が育っており、「校則のない学校」として、生徒自身が考えた「生活公式」で日常が営まれている。

## 学区
学区は岩手県都市計画構想に基づき造成された松園ニュータウンに続き、1986年(昭和61年)から1989年(平成元年)に造成されたサンタウン松園と呼ばれる北松園・小鳥沢地区であり、盛岡市中心部より北北東約7キロ、北西に秀麗岩手山、北方に姫神山を望む景観のよい環境にある新興住宅地である。

## 沿革
- 1996年4月1日 - 盛岡市立松園中学校より分離独立し創立、開校式
- 1996年8月 - 制服・運動着の決定
- 1996年9月 - 校章制定
- 1996年11月 - 校歌制定
- 1998年3月 - 増築校舎完成
- 2000年 - テニス部、サッカー部全国大会出場
- 2001年 - テニス部全国大会出場
- 2002年 - テニス部全国大会出場
- 2004年10月 - 校訓「挑戦」制定
- 2006年6月 - 10周年記念式典開催
- 2008年 - テニス部、サッカー部全国大会出場
- 2009年 - テニス部全国大会出場
- 2010年 - テニス部全国大会出場、柔道部個人全国大会出場
- 2018年 - 男子バスケットボール部　県ベスト8、女子バスケットボール部　県ベスト16

## 学校行事
- 4月 - 入学式
- 5月 - 生徒総会、体育祭
- 6月 - 期末テスト
- 7月 - 終業式
- 8月 - 始業式
- 9月 - 北中祭(文化祭)
- 10月 - 中間テスト、生徒会役員選挙
- 11月 - 生徒総会、期末テスト
- 12月 - 終業式
- 1月 - 始業式
- 2月 - 期末テスト
- 3月 - 卒業式、離任式

## 主な卒業生
- 山本脩斗（サッカー選手・鹿島アントラーズ）